# Symplecis petiolata
Symplecis petiolata är en stekelart som först beskrevs av Morley 1913.  Symplecis petiolata ingår i släktet Symplecis och familjen brokparasitsteklar. Inga underarter finns listade i Catalogue of Life.